# دم‌تکان
دُم‌تِکان (نام علمی: Sayornis) نام یک سرده از خانواده ژیان‌مرغ است.